# Nikolai Krupensky
Nikolai Krupensky (n. 1822 – d. 1893) a fost un șambelan și mareșal al nobilimii din guberniile Basarabia și Podolia.
Provenea din vechea familie nobiliară Krupensky. A fost fiul viceguvernatorului basarabean Matei Krupensky și al Ecaterinei Komneno.
După ce a primit educația acasă, s-a alăturat armatei în 1839. În 1841 a fost ridicat în rang de cornet, iar în 1845 a devenit locotenent.
În 1846 a părăsit armata pe motiv de boală. La pensionare s-a întors în Basarabia, dedicându-se agriculturii și activității sociale. În anii 1857–1860 a fost mareșal al nobilimii din ținutul Hotin. În 1866 a fost ales lider al nobilimii guberniale din Basarabia, post pe care l-a ocupat o perioadă de trei ani.
În 1879 a fost numit mareșal al nobilimii din Podolia și a deținut această funcție până în 1886. Krupensky a avut rangul de consilier de stat. A fost distins cu ordinele „Sfântul Stanislav” (al 2-lea grad) și „Sfântul Vladimir” (al 3-lea grad).